# Завод суперфосфату у Рейвенсборні

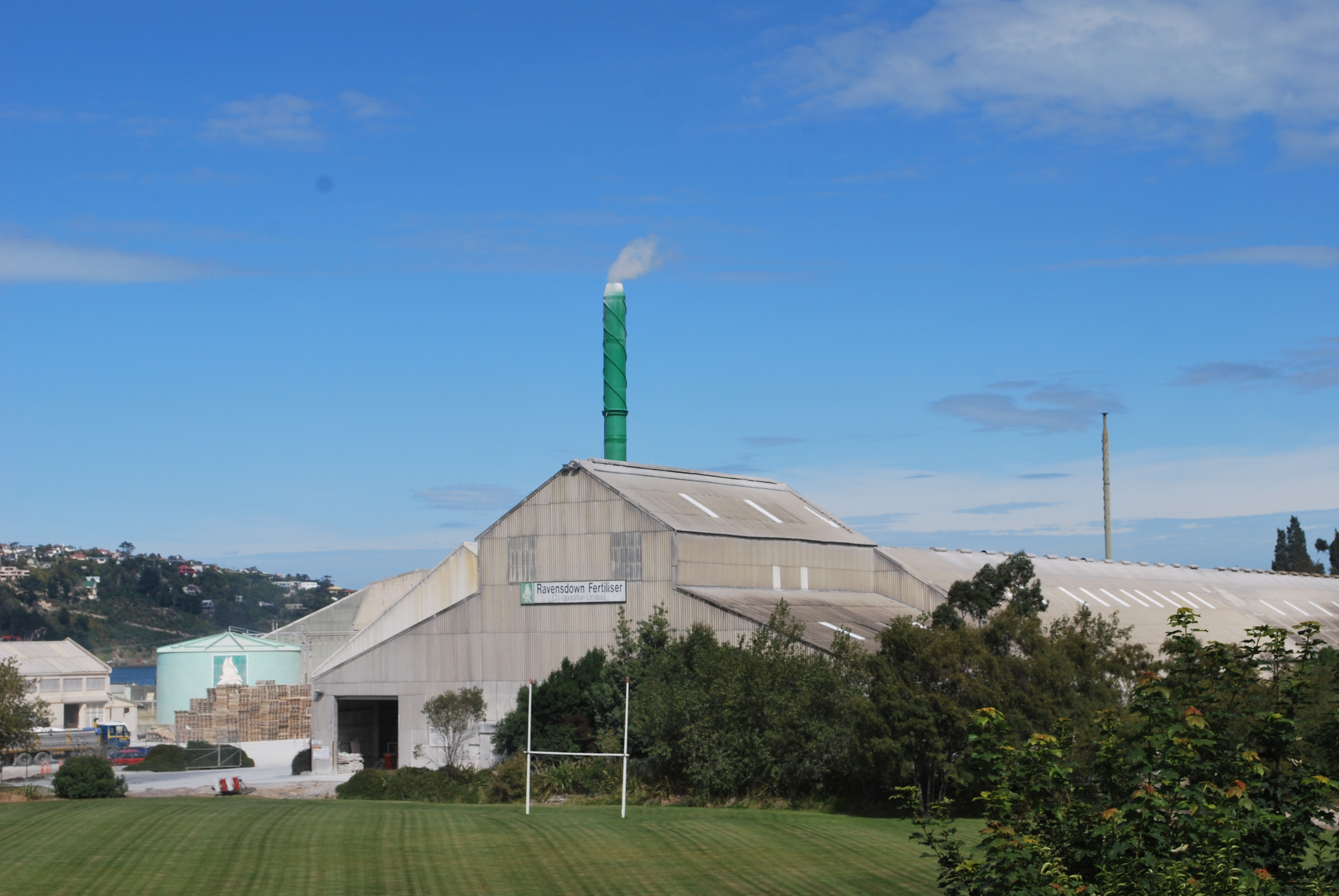
Загальний вид заводу, 2011 рік

Завод суперфосфату у Рейвенсборні — підприємство хімічної промисловості на Південному острові Нової Зеландії в околицях Данідіну.
У 1929-му компанія Dominion Fertiliser почала будівництво заводу з виробництва суперфосфату, запуск якого в експлуатацію припав на 1931 рік. Технологія виробництва цього добрива передбачає обробку фосфоритів сульфатною кислотою, яку так само продукують у Рейвенсборні.
Первісно потужність майданчику становила лише 50 тисяч тонн на рік. Станом на кінець 1940-х цей показник досягнув 80 тисяч тонн, при цьому фактично в 1947/1948 фінансовому році було вироблено 59 тисяч тонн суперфосфату. Збільшення потужності тривало й  надалі, так що у підсумку майданчик отримав здатність продукувати 200 тисяч тонн на рік (в 2010/2011 – 2018/2019 фінансових роках фактичне виробництво коливалось від 98 до 183 тисяч тонн).
Логістичні операції завод забезпечує власний причал (його майданчик розташований просто на узбережжі у глибині вузької затоки Отаго, що вклинюється до суходолу в напрямку Данідіну на два десятки кілометрів), через який здійснюються поставки сировини — фосфоритів, сірки та нітрату натрію. Наразі основним постачальником фосфоритів до Нової Зеландії є Марокко (що викликає в суспільстві дискусію про етичність закупівель сировини походженням із Західної Сахари), крім того, частина сировини надходить з В'єтнаму та острова Різдва. На початку 2010-х провадили експерименти із залучення фосфоритів розташованої неподалік  копальні Кларендон (єдина в історії Нової Зеландії фосфоритова копальня, що припинила роботу в 1950-х), проте про подальший розвиток проекту повідомлень не надходило).
Ще в 1978 році підприємство придбала компанія Ravensdown Fertiliser Co-operative Limited, більш відома як просто Ravensdown (перша частини цієї назви походить саме від «Рейвенсборн», тоді як другу узяли від наразі вже закритого суперфосфатного майданчику в Сідауні).
У 2024-му власник заводу повідомив, що з огляду на ринкову ситуацію він розглядає можливість його закриття (при цьому інші заводи Ravensdown в Хорнбі та Нейпірі – по одному на Південному та Північному острові – продовжуватимуть роботу).